# William McManus
William McManus (22 de enero de 1981) es un deportista estadounidense que compitió en remo como timonel. Ganó dos medallas de bronce en el Campeonato Mundial de Remo, en los años 2001 y 2002, ambas en la prueba de ocho con timonel ligero.

## Palmarés internacional
| Campeonato Mundial | Campeonato Mundial | Campeonato Mundial | Campeonato Mundial      |
| Año                | Lugar              | Medalla            | Prueba                  |
| ------------------ | ------------------ | ------------------ | ----------------------- |
| 2001               | Lucerna (Suiza)    | Medalla de bronce  | Ocho con timonel ligero |
| 2002               | Sevilla (España)   | Medalla de bronce  | Ocho con timonel ligero |